# Michelangelo Borriello
Michelangelo Borriello (Civitavecchia, 23 aprile 1909 – Roma, 7 settembre 1995) è stato un tiratore a segno e dirigente sportivo italiano.

## Biografia
Nato nel 1909 a Civitavecchia, in provincia di Roma, a 27 anni partecipò ai Giochi olimpici di Berlino 1936, nella pistola 25 metri, chiudendo 18º con 23 punti.
Dopo la guerra prese di nuovo parte alle Olimpiadi, quelle di Londra 1948, sempre nella pistola 25 metri, arrivando 9º con 557 punti.
Quattro anni dopo partecipò ai Giochi di Helsinki 1952, nella pistola 25 metri, terminando 16º con 561 punti.
A 47 anni prese parte ai suoi quarti Giochi olimpici, Melbourne 1956, ancora nella pistola 25 metri, chiudendo 12º con 567 punti.
Dal 1975 al 1989 fu presidente dell'Unione Italiana Tiro a Segno e poi presidente onorario della stessa.
Morì nel 1995, all'età di 86 anni.